# 彭宁顿 (阿拉巴马州)
彭宁顿（英文：Pennington），是美国阿拉巴马州下属的一座城市。面积约为1.96平方英里（约合5.08平方公里）。根据2010年美国人口普查，该市有人口221人，人口密度为112.64/平方英里（约合43.5/平方公里）。